# USS Canfield (DE-262)
USS Canfield (DE-262) là một tàu hộ tống khu trục lớp Evarts được Hải quân Hoa Kỳ chế tạo trong Chiến tranh Thế giới thứ hai. Nó là chiếc tàu chiến duy nhất của Hải quân Mỹ được đặt theo tên Thiếu úy Hải quân Leon William Canfield (1915-1942), người phục vụ trên thiết giáp hạm South Dakota (BB-57) và đã tử trận trong  trận Hải chiến Guadalcanal vào ngày 15 tháng 11, 1943. Nó đã phục vụ cho đến khi chiến tranh kết thúc, xuất biên chế vào ngày 21 tháng 12, 1945 và xóa đăng bạ vào ngày 8 tháng 1, 1946. Con tàu bị bán để tháo dỡ vào ngày 12 tháng 6, 1947. Canfield được tặng thưởng bốn Ngôi sao Chiến trận do thành tích phục vụ trong Thế Chiến II.

## Thiết kế và chế tạo
Những chiếc thuộc lớp tàu khu trục Evarts có chiều dài chung 289 ft 5 in (88,21 m), mạn tàu rộng 35 ft 1 in (10,69 m) và độ sâu mớn nước khi đầy tải là 8 ft 3 in (2,51 m). Chúng có trọng lượng choán nước tiêu chuẩn 1.140 tấn Anh (1.160 t); và lên đến 1.430 tấn Anh (1.450 t) khi đầy tải. Hệ thống động lực bao gồm bốn động cơ diesel General Motors Kiểu 16-278A nối với bốn máy phát điện để vận hành hai trục chân vịt; công suất 6.000 hp (4.500 kW) cho phép đạt được tốc độ tối đa 21 kn (24 mph; 39 km/h), và có dự trữ hành trình 4.150 nmi (4.780 mi; 7.690 km) khi di chuyển ở vận tốc đường trường 12 kn (14 mph; 22 km/h).
Vũ khí trang bị bao gồm ba pháo 3 in (76 mm)/50 cal trên tháp pháo nòng đơn có thể đối hạm hoặc phòng không, một khẩu đội 1,1 inch/75 caliber bốn nòng và chín pháo phòng không Oerlikon 20 mm. Vũ khí chống ngầm bao gồm một dàn súng cối chống tàu ngầm Hedgehog Mk. 10 (có 24 nòng và mang theo 144 quả đạn); hai đường ray Mk. 9 và tám máy phóng K3 Mk. 6 để thả mìn sâu.
Canfield được đặt lườn tại Xưởng hải quân Boston ở Boston, Massachusetts vào ngày 23 tháng 2, 1943. Nó được hạ thủy vào ngày 6 tháng 4, 1943; được đỡ đầu bởi bà Ann Grover Canfield, vợ góa Thiếu úy Canfield, và nhập biên chế vào ngày 22 tháng 7, 1943 dưới quyền chỉ huy của Hạm trưởng, Trung tá Hải quân John B. Cleland, Jr.

## Lịch sử hoạt động
Sau khi hoàn tất việc chạy thử máy và huấn luyện, Canfield khởi hành từ Boston, Massachusetts vào ngày 13 tháng 10, 1943 để đi sang khu vực Mặt trận Thái Bình Dương, và đi đến Trân Châu Cảng vào ngày 17 tháng 11. Từ ngày 25 tháng 11 đến ngày 10 tháng 12, nó đã hộ tống cho các tàu chở dầu phục vụ cho các đội đặc nhiệm tham gia Chiến dịch Galvanic nhằm chiếm đóng quần đảo Gilbert. Sang tháng 1, 1944, nó đi đến Majuro, và từ căn cứ này hộ tống các đoàn tàu vận tải tại khu vực, hoạt động tuần tra và phục vụ canh phòng máy bay trong suốt Chiến dịch quần đảo Marshall.
Quay trở về Trân Châu Cảng vào tháng 4, 1944, Canfield lại lên đường vào ngày 6 tháng 5 hộ tống một đoàn tàu chở dầu hướng sang Majuro, nơi nó hoạt động hộ tống vận tải phục vụ cho chiến dịch chiếm đóng quần đảo Mariana. Con tàu đi đến Eniwetok vào tháng 9, và tiếp tục nhiệm vụ hộ tống các đoàn tàu đi sang căn cứ tiền phương tại Ulithi cho đến tháng 12; các đoàn tàu này vận chuyển binh lực và tiếp liệu cần thiết cho chiến dịch giải phóng Philippines.
Sau khi quay trở về Trân Châu Cảng để bảo trì, vào đầu tháng 3, 1945, Canfield đi đến ngoài khơi Iwo Jima, và phục vụ tuần tra tại đây trong quá trình đổ bộ và chiếm đóng phần phía Bắc hòn đảo. Nó đón lên tàu binh lính thuộc Sư đoàn 4 Thủy quân Lục chiến vào ngày 20 tháng 3 để vận chuyển quay trở về Trân Châu Cảng. Con tàu tiếp tục đi đến San Francisco, California để đại tu, rồi hoạt động huấn luyện ôn tập tại San Diego, California trước khi quay trở lại Trân Châu Cảng vào ngày 7 tháng 6. Sau một tháng hoạt động tuần tra chống t5au ngầm và canh phòng máy bay cho tàu sân bay, nó lên đường hướng sang vịnh San Pedro, Philippines, nơi nó tham gia một đoàn tàu đi sang Nhật Bản làm nhiệm vụ chiếm đóng. Con tàu thả neo tại vịnh Tokyo vào ngày 20 tháng 9.
Canfield lên đường vào ngày 6 tháng 10 để quay trở về Hoa Kỳ, về đến San Francisco. Nó được cho xuất biên chế vào ngày 21 tháng 12, 1945; và con tàu bị bán để tháo dỡ vào ngày 12 tháng 6, 1947.

## Phần thưởng[2]
|  | Bronze star · Bronze star · Bronze star · Bronze star |

| Huân chương Chiến dịch Hoa Kỳ | Huân chương Chiến dịch Châu Á-Thái Bình Dương với 4 Ngôi sao Chiến trận | Huân chương Chiến dịch Châu Á-Thái Bình Dương với 4 Ngôi sao Chiến trận | Huân chương Chiến thắng Thế Chiến II |